# 双柿舎

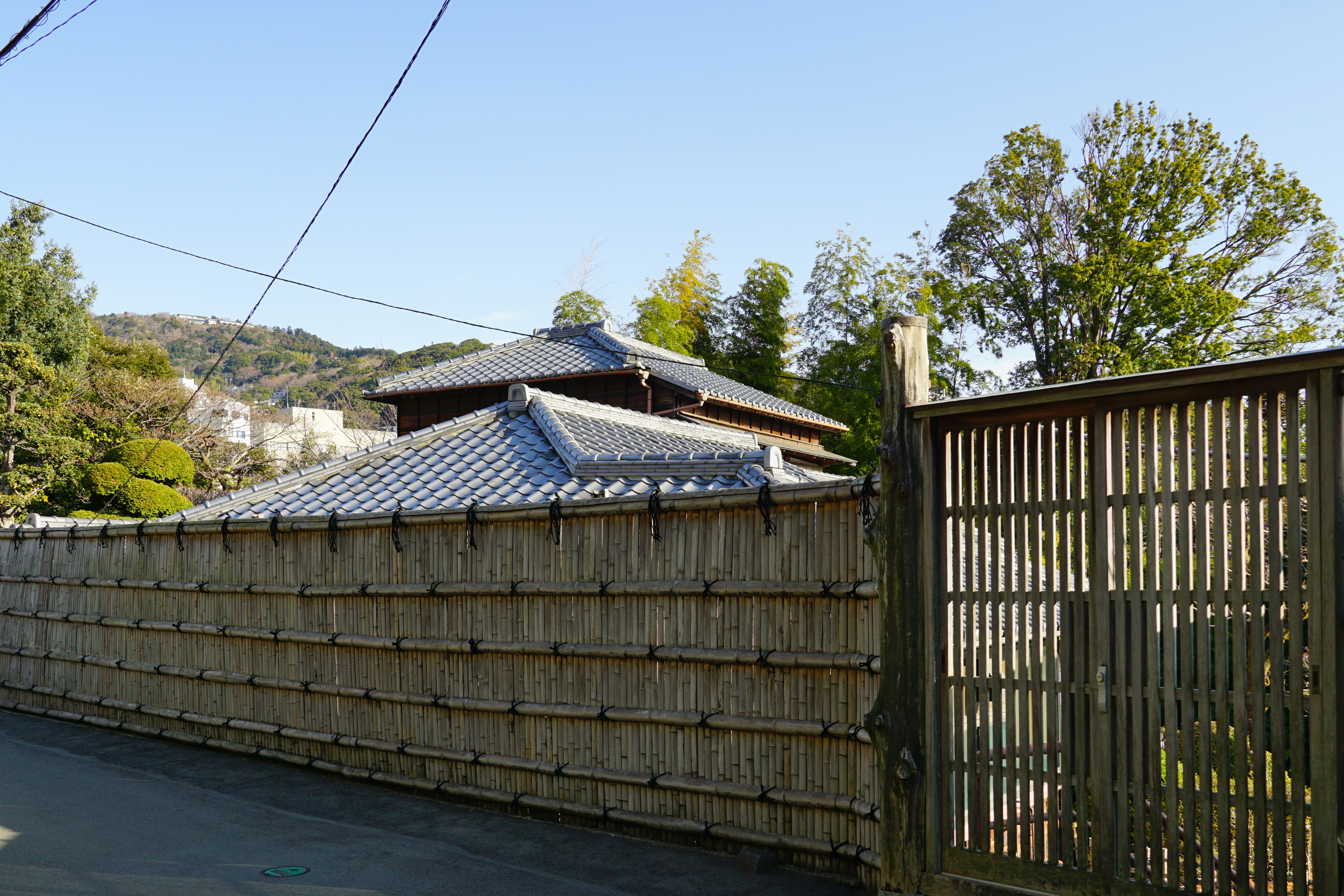
双柿舎

双柿舎（そうししゃ）は、静岡県熱海市水口町にある建築物。坪内逍遥が1920年（大正9年）から死去する1935年（昭和10年）までの晩年を過ごした。庭にカキの木が2本あったことから、早稲田大学での同僚である会津八一により「双柿舎」と命名された。
逍遥の没後は早大に寄贈され、現在も大学の管理下にある。

## 建物
建物は逍遥自身の設計になるもので、木造2階建てが2棟と、鉄筋コンクリート3層建ての書屋（仏塔の形に似た書庫）からなる。入り口の門には、会津の手によって書かれた「雙柿舎」の扁額が掛かる（「双」の字は旧字体である）。逍遥が住んでいた当時のカキの木は既に枯れてしまったが、代わりに、逍遥が10歳までを過ごした岐阜県美濃加茂市より移された蜂屋柿の木が2本植えられている。

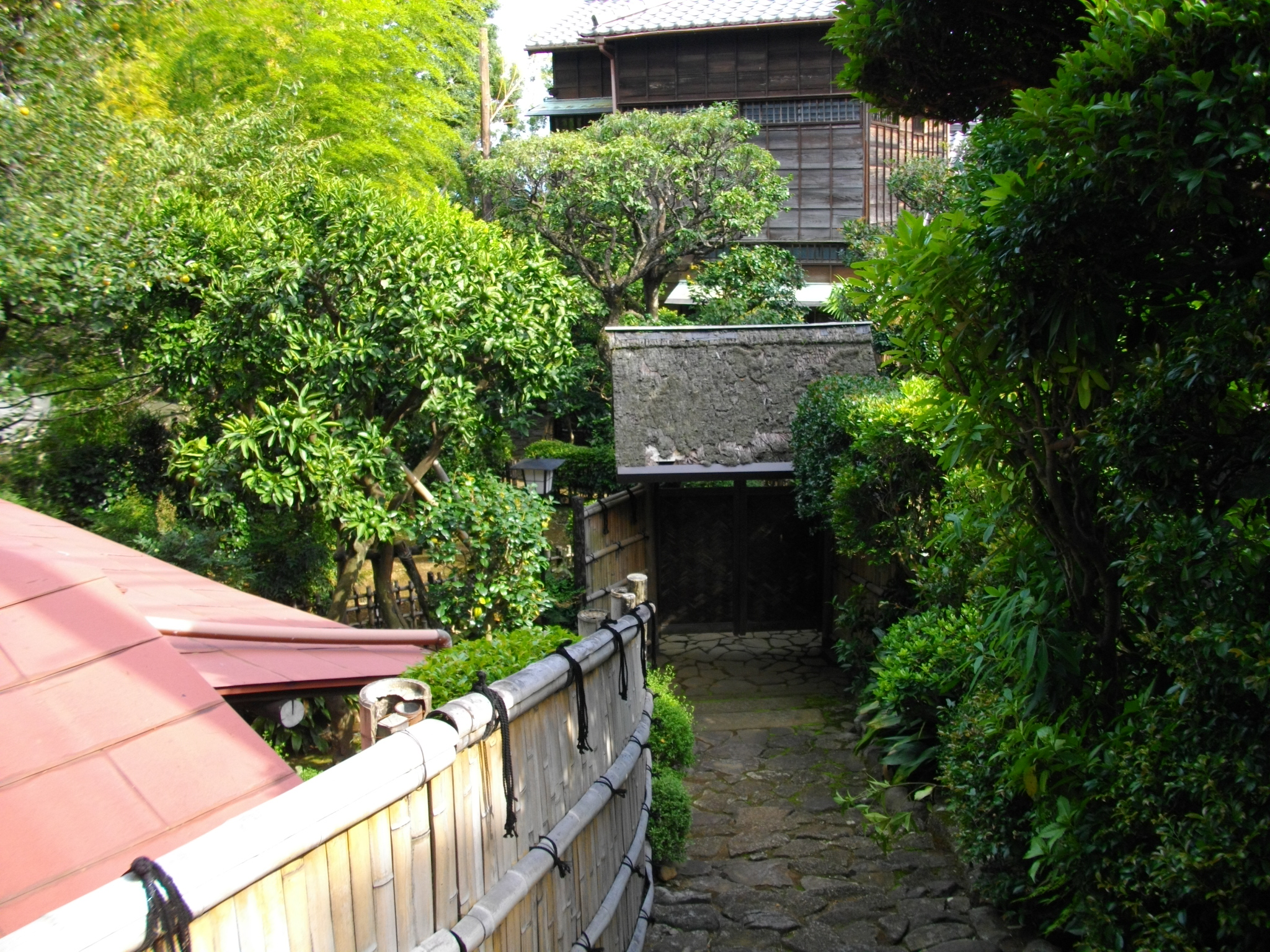
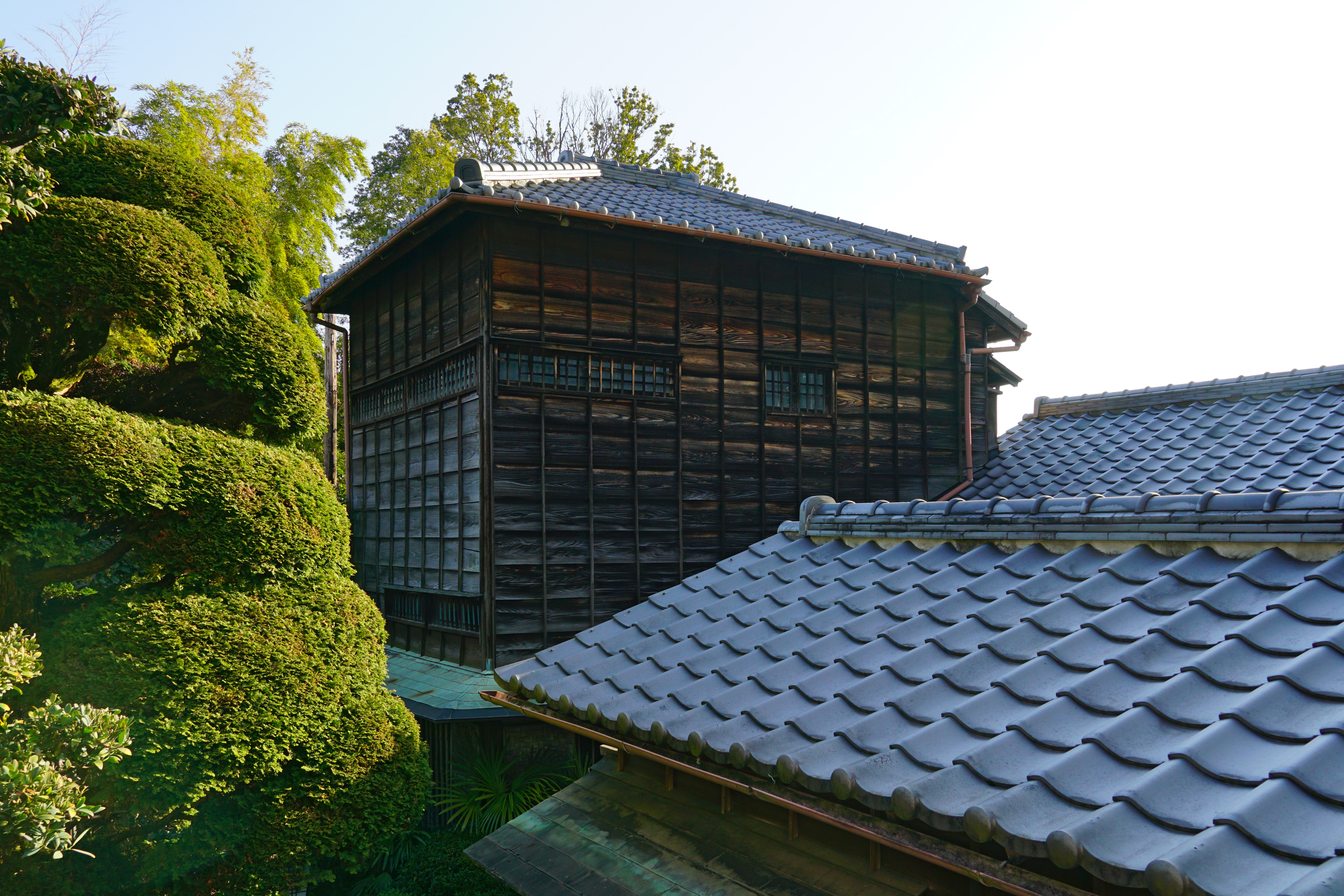

## 作品
この地に住むようになって以後、逍遥は短歌や俳句を作るようになる。その作品集として『柿紅葉』（逍遥協会、1988年）がある。

## 墓所
逍遥の墓所は、同じ水口町の海蔵寺（かいぞうじ）にある。